# Cacicus sclateri
Cacicus sclateri е вид птица от семейство Трупиалови.

## Разпространение
Видът е разпространен в Еквадор, Колумбия и Перу.